# Karel Duchek
Karel Duchek (23. května 1831 Malinec – 3. března 1912 Smíchov) byl rakouský pedagog a politik české národnosti z Čech, poslanec Českého zemského sněmu.

## Biografie
V letech 1856–1857 vystudoval Čuprův institut. Roku 1863 absolvoval akademické gymnázium. Studoval filozofii. Od roku 1875 byl profesorem městské střední školy na Malé Straně. Od roku 1881 byl profesorem reálného gymnázia na Malé straně a v letech 1884–1889 profesorem malostranského gymnázia s českou vyučovací řečí. Byl členem řady národohospodářských a vlasteneckých spolků.
V 80. letech se zapojil do vysoké politiky. V doplňovacích volbách v roce 1881 byl zvolen na Český zemský sněm, kde zastupoval kurii venkovských obcí, obvod Přeštice, Nepomuk. Na sněmu nahradil Františka Augusta Braunera. Uspěl i v řádných volbách v roce 1883. Patřil k Národní straně (staročeské). Kandidoval i ve volbách v roce 1889, ale tehdy ho porazil mladočech Rudolf Treybal.
Zemřel v březnu 1912.